# One-T
One-T er en fiktiv electronica-, hip-hop- og house-gruppe fra Frankrig. Deres største hit, som de også brød igennem med, hedder "The Magic Key". 

Bandet blev lavet for at skjule de virkelige mennesker bag projektet. De ansvarlige er Eddy Gronfier og Thomas Pieds.

## Handlingen
One-T's verden er skabt på en livlig verden der generation efter generation lever mellem stoffer, sex og elektronisk musik.

## Karakterer
- One T (hovedpersonen): En ung 13-årig dreng der ryger, drikker alkohol, taget stoffer og fornærmer sine nye street-familie. På trods af sin unge alder drømmer han om at blive en dj og forene alle teenagere i verden mod krigen i Irak. Og producere sine påvirkninger på mange sprog.
- Nine T: En ung latino og er One T's bedste ven. Han er arrangør i sin fars bar. Senere blev han kaldt Fat T og synger på spansk.
- E: En japansk hacker og vidunderbarn. Han bor sammen med sin tvillingesøster EE og vil aldrig forlade hende.
- EE: Es tvillingesøster. Hun er forsanger i bandet. Hendes personlighed er komplet modsat af sin bror og vil altid prøve noget nyt.
- Cool T: En afrikansk rapper og er også bedste ven af One T. Som fortalt i 'the magic key' blev Cool T skudt af Travoltino og blev bandets skytsengel. Men i "the magic key"-musikvideo blev Cool T smidt ud af himlen og vendte tilbage til jorden.
- Bull T: One T's hund, Bull T var genetisk manipuleret til aldrig at gø højlydt.

## One T's fjender
- Travoltino: Er en mafiaboss og tv-personlighed. Han har et pladeselskab, en tv kanal, en avis og en natklub, hvor det er svært at komme ind uden at være en del af jetsettet. Han er fjende af One T og er den den der skød Cool T.
- Acidman: Er opfinder og pusher. Han opfinder sin egne stoffer og er finansieret af sorte penge fra Travoltino.

## Disco
- The One-T ODC (2003)

| Musikgruppe | Spire Denne artikel om en musikgruppe er en spire som bør udbygges. Du er velkommen til at hjælpe Wikipedia ved at udvide den. |